# Szívhangya
A szívhangya (Crematogaster) a rovarok (Insecta) osztályába sorolt hártyásszárnyúak (Hymenoptera) rendjében a bütyköshangyaformák (Myrmicinae) alcsaládjának egyik neme; a szívhangyarokonúak (Crematogastrini) nemzetség típusneme.

## Származása, elterjedése
A kozmopolita nem főleg a trópusokon és a meleg mérsékelt égövben terjedt el. Magyarországon három faja él:
- vörös szívhangya (Crematogaster schmidti),
- pirosfejű szívhangya (Crematogaster scutellaris),
- fekete szívhangya (Crematogaster sordidula).

## Életmódja, élőhelye
A fajok többsége fánlakó; a trópusi fajok rendszeresen a lombkoronában építik fel kartonfészkeiket. Egyes fajai szimbiózisban élnek a Macaranga nevű növénynemzetség néhány fajával; a növények lakhelyet és édes nedveket adnak a hangyáknak, míg a hangyák e növények kártevőire támadnak.
Jellemző szokása, hogy vészhelyzetben felemeli a potrohát.
Agresszív ragadozók. Elsősorban rovart zsákmányolnak — főleg sáskákat, termeszeket és redősszárnyú darazsakat — úgy, hogy időnként, csapatosan önmaguknál jóval nagyobb állatokat is zsákmányolnak.
A bengeboglárka (Celastrina argiolus) több más hangyafaj mellett időnként szívhangyákkal is őrizteti és nevelteti petéit, illetve hernyóit. A Micropternus brachyurus nevű harkályfaj eme hangyák bolyaiba rakja fészkét.

## Rendszertani felosztása
A nembe több mint 430 faj tartozik. Ezeket az alábbi alnemekbe sorolják be:
- Crematogaster (Acrocelia),

- Crematogaster (Apterocrema),

- Crematogaster (Atopogyne),

- Crematogaster (Colobocrema),

- Crematogaster (Crematogaster),

- Crematogaster (Decacrema),

- Crematogaster (Eucrema),

- Crematogaster (Mesocrema),

- Crematogaster (Nematocrema),

- Crematogaster (Neocrema),

- Crematogaster (Orthocrema),

- Crematogaster (Oxygyne),

- Crematogaster (Paracrema),

- Crematogaster (Physocrema),

- Crematogaster (Rhachiocrema),

- Crematogaster (Sphaerocrema) és

- Crematogaster (Xiphocrema).

A fajok (a lista folyamatosan bővül; aktuális állapota hiányos lehet):
- Crematogaster abdominalis Motschoulsky, 1863
- Crematogaster aberrans Forel, 1892
- Crematogaster abrupta Mann, 1919
- Crematogaster abstinens Forel, 1899
- Crematogaster acaciae Forel, 1892
- Crematogaster aculeata Donisthorpe, 1941
- Crematogaster acuta Fabricius, 1804
- Crematogaster adrepens Forel, 1897
- Crematogaster aegyptiaca Mayr, 1862
- Crematogaster affabilis Forel, 1907
- Crematogaster afghanica Forel, 1967
- Crematogaster africana Mayr, 1895
- Crematogaster agnetis Forel, 1892
- Crematogaster agniae Karavaiev, 1935
- Crematogaster agnita Wheeler, 1934
- Crematogaster aitkenii Forel, 1902
- Crematogaster algirica Lucas, 1849
- Crematogaster alluaudi Emery, 1893
- Crematogaster aloysiisabaudiae Menozzi, 1930
- Crematogaster alulai Emery, 1901
- Crematogaster amabilis Santschi, 1911
- Crematogaster amapaensis Kempf, 1960
- Crematogaster ambigua Santschi, 1926
- Crematogaster amita Forel, 1913
- Crematogaster ampla Powell, 2014
- Crematogaster ampullaris Smith, 1861
- Crematogaster ancipitula Forel, 1917
- Crematogaster angulosa Andre, 1896
- Crematogaster angusticeps Santschi, 1911
- Crematogaster antaris Forel, 1894
- Crematogaster anthracina Smith, 1857
- Crematogaster apicalis Motschoulsky, 1878
- Crematogaster arata Emery, 1906
- Crematogaster arcuata Forel, 1899
- Crematogaster arizonensis Wheeler, 1908
- Crematogaster armandi Forel, 1921
- Crematogaster arnoldi Forel, 1914
- Crematogaster aroensis Menozzi, 1935
- Crematogaster arthurimuelleri Forel, 1894
- Crematogaster ashmeadi Mayr, 1886
- Crematogaster atitlanica Wheeler, 1936
- Crematogaster atkinsoni Wheeler, 1919
- Crematogaster atra Mayr, 1870
- Crematogaster auberti Emery, 1869
- Crematogaster augusti Emery, 1895
- Crematogaster aurita Karavaiev, 1935
- Crematogaster australis Mayr, 1876
- Crematogaster baduvi Forel, 1912
- Crematogaster bakeri Menozzi, 1925
- Crematogaster barbouri Weber, 1934
- Crematogaster batesi Forel, 1911
- Crematogaster bequaerti Forel, 1913
- Crematogaster betapicalis Smith, 1995
- Crematogaster bicolor Smith, 1860
- Crematogaster biformis Andre, 1892
- Crematogaster binghamii Forel, 1904
- Crematogaster bingo Forel, 1908
- Crematogaster biroi Mayr, 1897
- Crematogaster bison Forel, 1913
- Crematogaster boera Ruzsky, 1926
- Crematogaster bogojawlenskii Ruzsky, 1905
- Crematogaster boliviana Wheeler, 1922
- Crematogaster borneensis Andre, 1896
- Crematogaster brasiliensis Mayr, 1878
- Crematogaster brevimandibularis Donisthorpe, 1943
- Crematogaster brevis Emery, 1887
- Crematogaster brevispinosa Mayr, 1870
- Crematogaster breviventris Santschi, 1920
- Crematogaster browni Buren, 1968
- Crematogaster bruchi Forel, 1912
- Crematogaster brunnea Smith, 1857
- Crematogaster brunneipennis Andre, 1890
- Crematogaster brunnescens Motschoulsky, 1863
- Crematogaster buchneri Forel, 1894
- Crematogaster buddhae Forel, 1902
- Crematogaster butteli Forel, 1913
- Crematogaster californica Wheeler, 1919
- Crematogaster capensis Mayr, 1862
- Crematogaster captiosa Forel, 1911
- Crematogaster carinata Mayr, 1862
- Crematogaster castanea Smith, 1858
- Crematogaster censor Forel, 1910
- Crematogaster cephalotes Smith, 1857
- Crematogaster cerasi Fitch, 1855
- Crematogaster chiarinii Emery, 1881
- Crematogaster chlorotica Emery, 1899
- Crematogaster chopardi Bernard, 1950
- Crematogaster chungi Brown, 1949
- Crematogaster cicatriculosa Roger, 1863
- Crematogaster clariventris Mayr, 1895
- Crematogaster clydia Forel, 1912
- Crematogaster coarctata Mayr, 1870
- Crematogaster coelestis Santschi, 1911
- Crematogaster colei Buren, 1968
- Crematogaster concava Emery, 1899
- Crematogaster constructor Emery, 1895
- Crematogaster coriaria Mayr, 1872
- Crematogaster cornigera Forel, 1902
- Crematogaster cornuta Crawley, 1924
- Crematogaster corporaali Santschi, 1928
- Crematogaster corticicola Mayr, 1887
- Crematogaster corvina Mayr, 1870
- Crematogaster crassicornis Emery, 1893
- Crematogaster crinosa Mayr, 1862
- Crematogaster cristata Santschi, 1929
- Crematogaster curvispinosa Mayr, 1862
- Crematogaster cuvierae Donisthorpe, 1945
- Crematogaster cylindriceps Wheeler, 1927
- Crematogaster dahlii Forel, 1901
- Crematogaster daisyi Forel, 1901
- Crematogaster dalyi Forel, 1902
- Crematogaster decamera Forel, 1910
- Crematogaster degeeri Forel, 1886
- Crematogaster delagoensis Forel, 1894
- Crematogaster delitescens Wheeler, 1921
- Crematogaster dentinodis Forel, 1901
- Crematogaster depilis Wheeler, 1919
- Crematogaster depressa (Latreille, 1802)
- Crematogaster descarpentriesi Santschi, 1928
- Crematogaster descolei Kusnezov, 1949
- Crematogaster desecta Forel, 1911
- Crematogaster desperans Forel, 1914
- Crematogaster difformis Smith, 1857
- Crematogaster diffusa (Jerdon, 1851)
- Crematogaster dispar Forel, 1902
- Crematogaster distans Mayr, 1870
- Crematogaster dohrni Mayr, 1879
- Crematogaster dolens Forel, 1910
- Crematogaster donisthorpei Santschi, 1934
- Crematogaster dorsidens Santschi, 1925
- Crematogaster dubia Karavaiev, 1935
- Crematogaster ebenina Forel, 1902
- Crematogaster edentula Santschi, 1914
- Crematogaster egidyi Forel, 1903
- Crematogaster egregior Forel, 1912
- Crematogaster elegans Smith, 1859
- Crematogaster elysii Mann, 1919
- Crematogaster emeryana Creighton, 1950
- Crematogaster emeryi Forel, 1907
- Crematogaster emmae Forel, 1891
- Crematogaster enneamera Emery, 1900
- Crematogaster ensifera Forel, 1910
- Crematogaster erecta Mayr, 1866
- Crematogaster esterelana (Bernard, 1978)
- Crematogaster eurydice Forel, 1915
- Crematogaster euterpe Santschi, 1922
- Crematogaster evallans Forel, 1907
- Crematogaster excisa Mayr, 1895
- Crematogaster ferrarii Emery, 1888
- Crematogaster flavicornis Emery, 1897
- Crematogaster flavitarsis Emery, 1900
- Crematogaster foraminiceps Santschi, 1913
- Crematogaster formosa Mayr, 1870
- Crematogaster foxi Mann, 1919
- Crematogaster fraxatrix Forel, 1911
- Crematogaster fritzi Emery, 1901
- Crematogaster frivola Forel, 1902
- Crematogaster fruhstorferi Emery, 1901
- Crematogaster fuentei Menozzi, 1922
- Crematogaster fulmeki Forel, 1922
- Crematogaster fusca Mayr, 1876
- Crematogaster gabonensis Emery, 1899
- Crematogaster gallicola Forel, 1894
- Crematogaster gambiensis Andre, 1889
- Crematogaster gavapiga Menozzi, 1935
- Crematogaster gerstaeckeri Dalla Torre, 1892
- Crematogaster gibba Emery, 1894
- Crematogaster gratiosa Santschi, 1926
- Crematogaster grevei Forel, 1891
- Crematogaster gutenbergi Santschi, 1914
- Crematogaster heathi Mann, 1916
- Crematogaster hemiceros Santschi, 1926
- Crematogaster hespera Buren, 1968
- Crematogaster hezaradjatica Pisarski, 1967
- Crematogaster himalayana Forel, 1902
- Crematogaster hogsoni Forel, 1902
- Crematogaster homeri Forel, 1913
- Crematogaster hottentota Emery, 1899
- Crematogaster hova Forel, 1887
- Crematogaster huberi Forel, 1907
- Crematogaster iheringi Forel, 1908
- Crematogaster ilgii Forel, 1910
- Crematogaster impressa Emery, 1899
- Crematogaster impressiceps Mayr, 1902
- Crematogaster inca Wheeler, 1925
- Crematogaster inconspicua Mayr, 1896
- Crematogaster incorrecta Santschi, 1917
- Crematogaster indefensa Kempf, 1968
- Crematogaster inermis Mayr, 1862
- Crematogaster inflata Smith, 1857
- Crematogaster innocens Forel, 1911
- Crematogaster inops Forel, 1892
- Crematogaster insularis Smith, 1859
- Crematogaster ionia Forel, 1911
- Crematogaster iridipennis Smith, 1865
- Crematogaster irritabilis Smith, 1860
- Crematogaster isolata Buren, 1968
- Crematogaster jacobsoni Forel, 1911
- Crematogaster javanica Menozzi, 1935
- Crematogaster jeanneli Santschi, 1914
- Crematogaster jehovae Forel, 1907
- Crematogaster jullieni Santschi, 1910
- Crematogaster juventa Santschi, 1926
- Crematogaster kachelibae Arnold, 1954
- Crematogaster karawaiewi Menozzi, 1935
- Crematogaster kasaiensis Forel, 1913
- Crematogaster kelleri Forel, 1891
- Crematogaster kirbii (Sykes, 1835)
- Crematogaster kneri Mayr, 1862
- Crematogaster kohli Forel, 1909
- Crematogaster kutteri Viehmeyer, 1924
- Crematogaster laboriosa Smith, 1874
- Crematogaster laestrygon Emery, 1869
- Crematogaster laeviceps Smith, 1858
- Crematogaster laevis Mayr, 1878
- Crematogaster laevissima Smith, 1860
- Crematogaster laeviuscula Mayr, 1870
- Crematogaster lamottei Bernard, 1953
- Crematogaster lango Weber, 1943
- Crematogaster larreae Buren, 1968
- Crematogaster latuka Weber, 1943
- Crematogaster laurenti Forel, 1909
- Crematogaster ledouxi Soulie, 1961
- Crematogaster libengensis Stitz, 1916
- Crematogaster liengmei Forel, 1894
- Crematogaster limata Smith, 1858
- Crematogaster lineolata (Say, 1836)
- Crematogaster litoralis Arnold, 1955
- Crematogaster lobata Emery, 1895
- Crematogaster longiceps Forel, 1910
- Crematogaster longiclava Emery, 1893
- Crematogaster longipilosa Forel, 1907
- Crematogaster longispina Emery, 1890
- Crematogaster lorteti Forel, 1910
- Crematogaster lotti Weber, 1943
- Crematogaster lucayana Wheeler, 1905
- Crematogaster luctans Forel, 1907
- Crematogaster lutzi Forel, 1905
- Crematogaster macracantha Creighton, 1945
- Crematogaster madagascariensis Andre, 1887
- Crematogaster madecassa Emery, 1895
- Crematogaster magitae Forel, 1910
- Crematogaster magnifica Santschi, 1925
- Crematogaster major Donisthorpe, 1941
- Crematogaster manni Buren, 1968
- Crematogaster margaritae Emery, 1895
- Crematogaster marioni Buren, 1968
- Crematogaster marthae Forel, 1892
- Crematogaster matsumurai Forel, 1901
- Crematogaster meijerei Emery, 1911
- Crematogaster melanogaster Emery, 1895
- Crematogaster menilekii Forel, 1894
- Crematogaster mesonotalis Emery, 1911
- Crematogaster microspina Menozzi, 1942
- Crematogaster millardi Forel, 1902
- Crematogaster mimicans Donisthorpe, 1932
- Crematogaster mimosae Santschi, 1914
- Crematogaster minutissima Mayr, 1870
- Crematogaster misella Arnold, 1920
- Crematogaster mjobergi Forel, 1915
- Crematogaster modiglianii Emery, 1900
- Crematogaster montezumia Smith, 1858
- Crematogaster monticola Arnold, 1920
- Crematogaster moorei Donisthorpe, 1941
- Crematogaster moqorensis Pisarski, 1967
- Crematogaster mormonum Wheeler, 1919
- Crematogaster mottazi Santschi, 1928
- Crematogaster mucronata Emery, 1900
- Crematogaster muralti Forel, 1910
- Crematogaster mutans Buren, 1968
- Crematogaster myops Forel, 1911
- Crematogaster natalensis Forel, 1910
- Crematogaster navajoa Buren, 1968
- Crematogaster nesiotis Mann, 1919
- Crematogaster neuvillei Forel, 1907
- Crematogaster nigeriensis Santschi, 1914
- Crematogaster nigrans Forel, 1915
- Crematogaster nigriceps Emery, 1897
- Crematogaster nigronitens Santschi, 1917
- Crematogaster nigropilosa Mayr, 1870
- Crematogaster nocturna Buren, 1968
- Crematogaster oasium Santschi, 1911
- Crematogaster obnigra Mann, 1919
- Crematogaster obscura Smith, 1857
- Crematogaster obscurior Dalla Torre, 1892
- Crematogaster ochracea Mayr, 1862
- Crematogaster ochraceiventris Stitz, 1916
- Crematogaster onusta Stitz, 1925
- Crematogaster opaca Mayr, 1870
- Crematogaster opaciceps Mayr, 1901
- Crematogaster opuntiae Buren, 1968
- Crematogaster ornatipilis Wheeler, 1918
- Crematogaster orobia Santschi, 1919
- Crematogaster osakensis Forel, 1900
- Crematogaster oscaris Forel, 1910
- Crematogaster overbecki Viehmeyer, 1916
- Crematogaster oxygynoides Santschi, 1934
- Crematogaster painei Donisthorpe, 1945
- Crematogaster pallida Lowne, 1865
- Crematogaster pallipes Mayr, 1862
- Crematogaster paolii Menozzi, 1930
- Crematogaster paradoxa Emery, 1894
- Crematogaster parallela Santschi, 1925
- Crematogaster patei Buren, 1968
- Crematogaster pauciseta Emery, 1899
- Crematogaster pauli Emery, 1901
- Crematogaster pellens Walker, 1859
- Crematogaster perelegans Forel, 1902
- Crematogaster peringueyi Emery, 1895
- Crematogaster peristerica Menozzi, 1925
- Crematogaster perthensis Crawley, 1922
- Crematogaster peruviana (Wheeler, 1922)
- Crematogaster petiolidens Forel, 1916
- Crematogaster phoenica Santschi, 1915
- Crematogaster phoenix Santschi, 1921
- Crematogaster pia Forel, 1911
- Crematogaster pilosa Emery, 1895
- Crematogaster polita Smith, 1865
- Crematogaster politula Forel, 1902
- Crematogaster polymnia Santschi, 1922
- Crematogaster popohana Forel, 1912
- Crematogaster praecursor Emery, 1891
- Crematogaster pseudinermis Viehmeyer, 1923
- Crematogaster pulchella Bernard, 1953
- Crematogaster punctulata Emery, 1895
- Crematogaster pusilla (Heer, 1850)
- Crematogaster pygmaea Forel, 1904
- Crematogaster pythia Forel, 1915
- Crematogaster ralumensis Forel, 1901
- Crematogaster ranavalonae Forel, 1887
- Crematogaster ransonneti Mayr, 1868
- Crematogaster rasoherinae Forel, 1891
- Crematogaster rectinota Forel, 1913
- Crematogaster recurva Emery, 1897
- Crematogaster resulcata Bolton, 1995
- Crematogaster retifera Santschi, 1926
- Crematogaster rifelna Buren, 1968
- Crematogaster rivai Emery, 1897
- Crematogaster rogenhoferi Mayr, 1879
- Crematogaster rogeri Emery, 1922
- Crematogaster rossi Buren, 1968
- Crematogaster rothneyi Mayr, 1879
- Crematogaster rudis Emery, 1894
- Crematogaster rufa (Jerdon, 1851)
- Crematogaster rufigena Arnold, 1958
- Crematogaster rufotestacea Mayr, 1876
- Crematogaster rugosa Andre, 1895
- Crematogaster rugosior Santschi, 1910
- Crematogaster ruspolii Forel, 1892
- Crematogaster russoi Menozzi, 1930
- Crematogaster rustica Santschi, 1935
- Crematogaster sagei Forel, 1902
- Crematogaster sanguinea Roger, 1863
- Crematogaster santschii Forel, 1913
- Crematogaster saussurei Forel, 1899
- Crematogaster scapamaris Santschi, 1922
- Crematogaster scelerata Santschi, 1917
- Crematogaster schencki Forel, 1891
- Crematogaster schimmeri Forel, 1912
- Crematogaster schmidti (Mayr, 1853)
- Crematogaster schultzei Forel, 1910
- Crematogaster scita Forel, 1902
- Crematogaster sculpturata Pergande, 1896
- Crematogaster scutellaris (Olivier, 1792)  - típusfaj
- Crematogaster semperi Emery, 1893
- Crematogaster senegalensis Roger, 1863
- Crematogaster sewellii Forel, 1891
- Crematogaster similis Stitz, 1911
- Crematogaster simoni Emery, 1893
- Crematogaster sjostedti (Mayr, 1907)
- Crematogaster skounensis Soulie, 1961
- Crematogaster solenopsides Emery, 1899
- Crematogaster solers Forel, 1910
- Crematogaster sordidula (Nylander, 1849)
- Crematogaster sorokini Ruzsky, 1905
- Crematogaster soror Forel, 1902
- Crematogaster spengeli Forel, 1912
- Crematogaster stadelmanni Mayr, 1895
- Crematogaster steinheili Forel, 1881
- Crematogaster stenocephala Emery, 1922
- Crematogaster stethogompha Wheeler, 1919
- Crematogaster stigmata Santschi, 1914
- Crematogaster stollii Forel, 1885
- Crematogaster striatula Emery, 1892
- Crematogaster subcircularis Mayr, 1879
- Crematogaster subdentata Mayr, 1877
- Crematogaster subnuda Mayr, 1879
- Crematogaster sumichrasti Mayr, 1870
- Crematogaster tanakai Hosoishi, S. & Ogata, K., 2009[9]
- Crematogaster tarsata Smith, 1865
- Crematogaster terminalis (Shuckard, 1838)
- Crematogaster tetracantha Emery, 1887
- Crematogaster theta Forel, 1911
- Crematogaster togoensis Donisthorpe, 1945
- Crematogaster torosa Mayr, 1870
- Crematogaster transiens Forel, 1913
- Crematogaster transvaalensis Forel, 1894
- Crematogaster trautweini Viehmeyer, 1914
- Crematogaster travancorensis Forel, 1902
- Crematogaster treubi Emery, 1896
- Crematogaster tumidula Emery, 1900
- Crematogaster udo Forel, 1905
- Crematogaster unciata Santschi, 1925
- Crematogaster ustiventris Menozzi, 1935
- Crematogaster vandeli Soulie, 1961
- Crematogaster vandermeermohri Menozzi, 1930
- Crematogaster vermiculata Emery, 1895
- Crematogaster victima Smith, 1858
- Crematogaster vidua Santschi, 1928
- Crematogaster vitalisi Menozzi, 1925
- Crematogaster voeltzkowi Forel, 1907
- Crematogaster vulcania Santschi, 1913
- Crematogaster zavattarii Menozzi, 1926
- Crematogaster zonacaciae Weber, 1943
- Crematogaster quadriformis Roger, 1863
- Crematogaster quadrispinosa Roger, 1863
- Crematogaster queenslandica Forel, 1902
- Crematogaster walshi Forel, 1902
- Crematogaster warburgi Menozzi, 1933
- Crematogaster wasmanni Santschi, 1910
- Crematogaster weberi Emery, 1911
- Crematogaster wellmani Forel, 1909
- Crematogaster werneri Mayr, 1907
- Crematogaster wheeleri Mann, 1919
- Crematogaster whitei Wheeler, 1915
- Crematogaster wilwerthi Santschi, 1910
- Crematogaster wroughtonii Forel, 1902
- Crematogaster xerophila Wheeler, 1915
- Crematogaster yappi Forel, 1901
- Crematogaster yamanei Hosoishi, S. & Ogata, K., 2009[9]

## Fordítás
- Ez a szócikk részben vagy egészben  a   Crematogaster című angol Wikipédia-szócikk ezen változatának fordításán alapul.  Az eredeti cikk szerkesztőit annak laptörténete sorolja fel. Ez a jelzés csupán a megfogalmazás eredetét és a szerzői jogokat jelzi, nem szolgál a cikkben szereplő információk forrásmegjelöléseként.